# Linda Nochlin
Linda Nochlin geborene Weinberg (* 30. Januar 1931 in New York; † 29. Oktober 2017) war eine amerikanische Kunsthistorikerin, die mit ihrem Essay Why Have There Been No Great Women Artists? 1971 einen Grundstein für eine feministische Kunstgeschichtsschreibung legte, der in der von ihr mitkonzipierten Ausstellung Women Artists: 1550–1950 wenige Jahre später mündete.

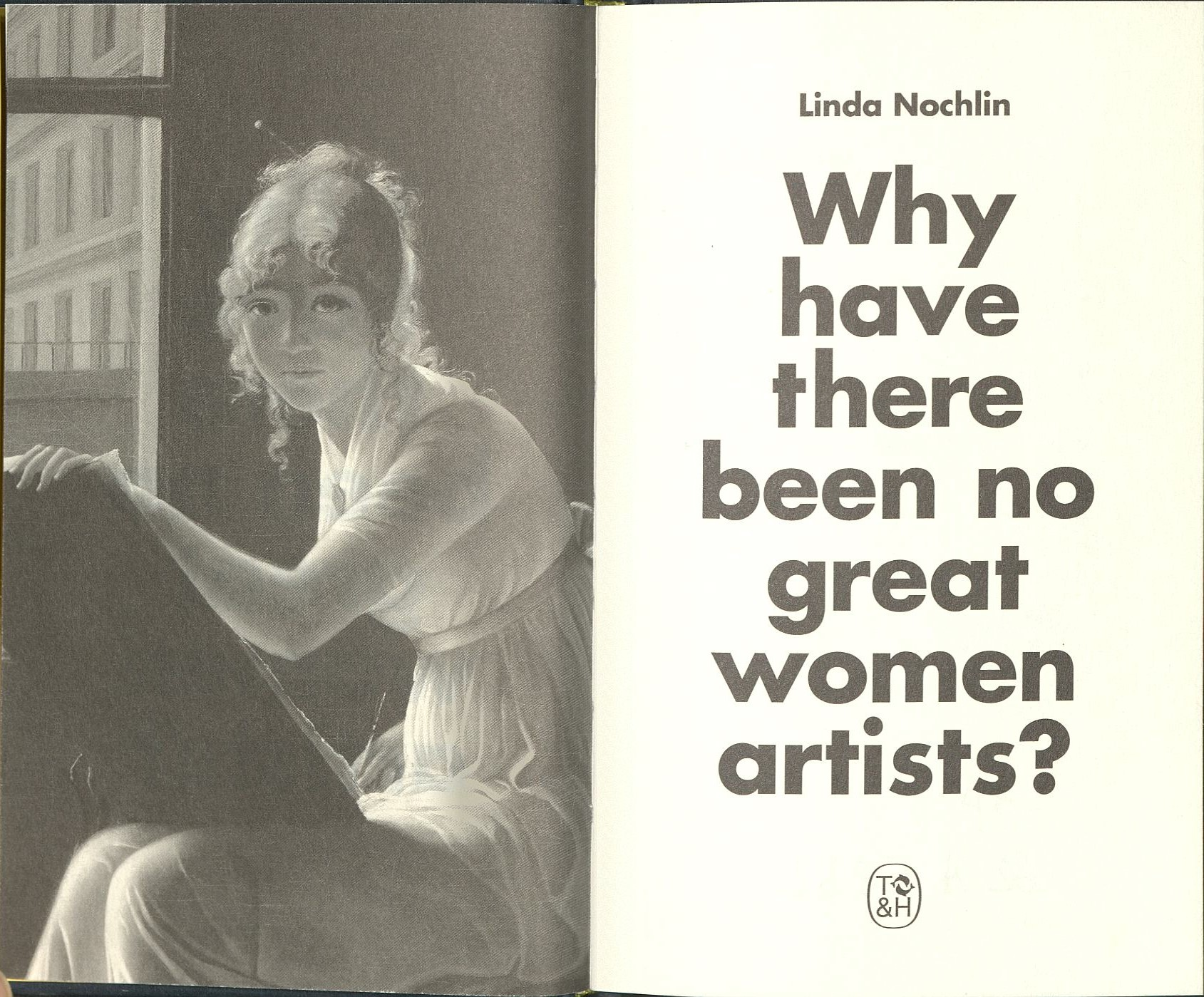
Ausgabe zum 50. Jahrestag. Der Bildausschnitt stammt aus einem Porträt von Marie-Denise Villers (1801)

## Leben und Werk
Linda Weinberg wuchs als Einzelkind in einer wohlhabenden, intellektuellen jüdischen Familie in Brooklyn auf. Sie studierte am Frauencollege Vassar, wo sie 1951 den B.A. in Philosophie mit den Nebenfächern Griechisch und Kunstgeschichte erwarb. Sie setzte das Studium an der Columbia University in New York fort und erwarb dort 1952 den M.A. in Englischer Literaturgeschichte des 17. Jahrhunderts. Danach arbeitete sie als Dozentin am Vassar College und heiratete 1953 Philip H. Nochlin (1924–1960). 1958 bis 1959 verbrachte Linda Nochlin ein Jahr als Fulbright-Stipendiatin in Paris. 1963 wurde sie am Institute of Fine Arts (IFA) der New York University mit einer Arbeit über Gustave Courbet in Kunstgeschichte promoviert. 1969 bekam sie eine Tochter und hielt die erste Vorlesung mit dem Titel Women and Art am Vassar College.
Linda Nochlin lehrte als Professorin für Kunstgeschichte (Art History and Humanities) an der Yale University, später war sie Distinguished Professor of Art History am Graduate Center der CUNY sowie Mary Conover Mellon Professorin für Kunstgeschichte am Vassar College. 1992 wurde sie als Professorin für Fine Arts an das Institute of Fine Arts berufen, seit 1993 hatte sie den Lila Acheson Wallace Lehrstuhl für Kunstgeschichte am Institute of Fine Arts inne. 
Mit ihrem 1971 erschienenen Essay Why Have There Been No Great Women Artists? (Warum hat es keine bedeutenden Künstlerinnen gegeben?) begründete Nochlin den feministischen Ansatz in der Kunstgeschichte wesentlich mit. Neben ihren Beiträgen zur feministischen Kunstgeschichte und zu Frauen in der Kunst wurde Nochlin vor allem durch ihre Arbeit zum Realismus, insbesondere zu Courbet, bekannt.
Linda Nochlin starb im Alter von 86 Jahren an Krebs.

## Auszeichnungen
- 1977: Frank Jewett Mather Prize for Critical Writing, verliehen durch die College Art Association
- 1984: Guggenheim Fellowship[6]
- 1992: Fellow of the American Academy of Arts and Sciences[7]
- 1997: National Endowment for the Humanities Fellowship
- 1997: Scholar of the Year, verliehen durch das New York State Council on the Humanities
- 1999: Resident Fellow am Rockefeller Study and Conference Center, Bellagio
- 2004: Mitglied der American Philosophical Society[8]
- 2006: Clark Prizes for Excellence in Art Writing[9]
- Mehrfache Verleihung der Ehrendoktorwürde, u. a. durch die Harvard University

## Publikationen (Auswahl)
- Courbet. Thames and Hudson, New York 2007. ISBN 0-500-28676-0.
- Aruna D’Souza und Linda Nochlin (Hrsg.): Self and History: Essay in Honor of Linda Nochlin. Thames & Hudson, New York 2001. ISBN 0-500-28250-1. (Vierzehn Essays zu Vorträgen, die ursprünglich 2001 auf einer Konferenz an der Princeton University zu Ehren Nochlins gehalten wurden.)
- Representing Women. Thames and Hudson, New York 1999. ISBN 0-500-28098-3.
- The Body in Pieces – the Fragment as a Metaphor of Modernity. Thames and Hudson, New York 1995. ISBN 0-500-28305-2.
- The Politics of Vision. Essays on Nineteenth-Century Art and Society. Harper & Row, New York 1989. ISBN 0-064-30187-7.
- Women, Art, and Power and Other Essays. Harper & Row, New York 1988. ISBN 0-064-30183-4.
- Realism – Style and Civilization. Penguin, Harmondsworth 1971. ISBN 0-140-13222-8.
- Realism and Tradition in Art, 1848–1900. Sources & Documents. Prentice-Hall, Englewood Cliffs (NJ) 1966. ISBN 0-137-66584-9.
- Why Have There Been No Great Women Artists? In ARTnews, Januar 1971: S. 22–39, und S. 67–71.
- Warum gab es keine grossen Künstlerinnen? Essays 1971–1999. Herausgegeben von Maura Reilly, aus dem Englischen von Margot Fischer, marsyas, Wien 2023, ISBN 978-3-903469-02-0.
- Die großen Themen der Weiblichkeit. Essays 2000–2015, marsyas, Wien 2024, ISBN 978-3-903469-05-1.